# 渓湖糖廠

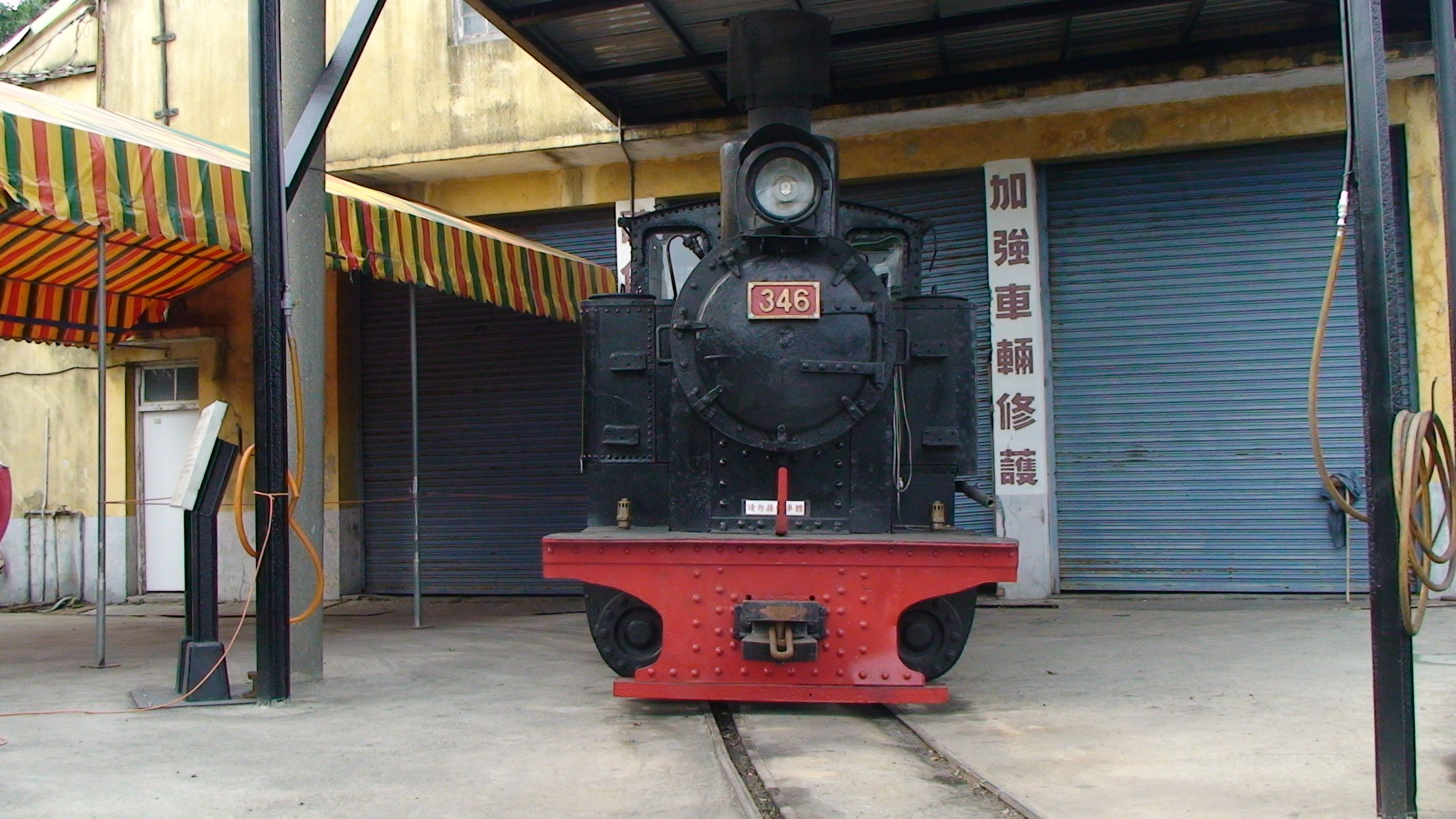
復活した346号蒸気機関車

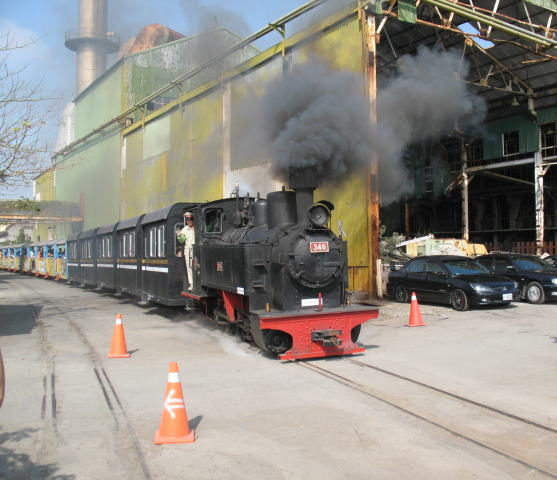
渓湖糖廠の観光五分車

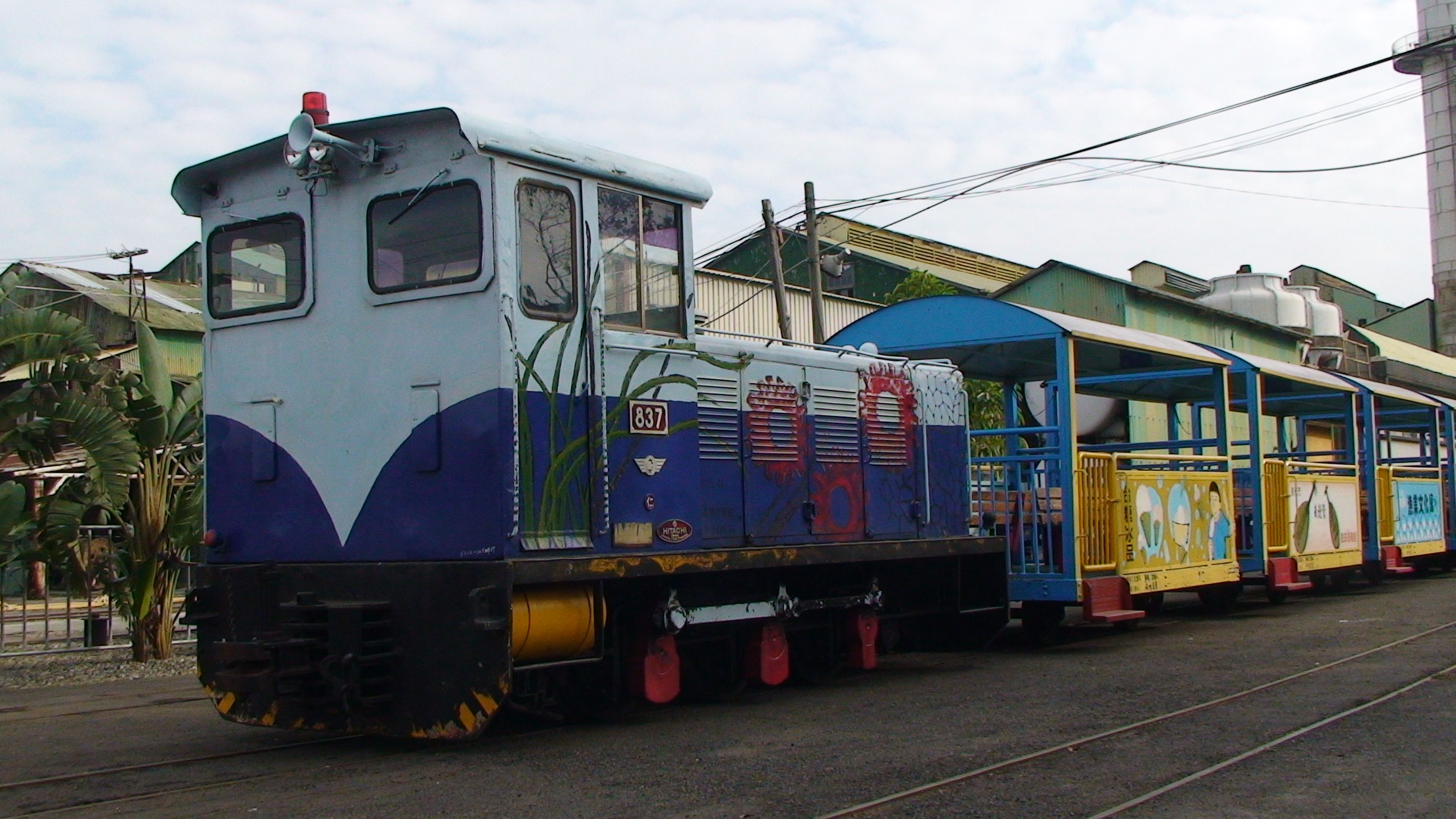
日立製837号と客車

渓湖糖廠（けいことうしょう）は台湾彰化県渓湖鎮にある元製糖工場である。1950年代以降は彰化県で唯一正常に操業していた糖廠（製糖工場）であるが、2002年に製糖事業は停止した。

## 歴史
- 1919年（大正8年） - 大和製糖會社として操業開始した。[1]
- 1920年（大正9年）7月 - 大和製糖は明治製糖株式會社に合併され、溪湖製糖所と改名された。[1]
- 1946年5月1日 - 台湾糖業公司が発足して渓湖糖廠と改名された。[1]
- 1954年7月 - 彰化糖廠と渓州糖廠を合併し、彰化県で唯一の糖廠となった。
- 2002年春 - 製糖事業を停止した。[2]
- 2002年7月 - 観光用トロッコ列車の運行を開始した。[2]
- 2004年1月1日 - 台湾糖業公司の組織再編に伴って資産管理センター中区営運処となり、渓湖糖廠、月眉糖廠、 埔里食品部、 竹南研究所を管轄し、土地の維持管理を主に行うようになった。[1]
- 2005年10月1日 - 台中区処と改められ、土地資産の維持利用と開発、農園運営、工場跡の開発と観光鉄道運営を主な業務とした。[1]
- 2007年12月9日 - 蒸気機関車を復活させて運行を開始した。[3]
- 2008年11月15日～30日 - 2008台灣蔗糖鐵道文化節が開催された。

## 現況
渓湖糖廠は製糖事業を停止し、観光娯楽施設へと転換し、敷地内には文物資料展示施設、遊楽施設、軽便鉄道などがある。

## 五分車（観光用トロッコ列車）
五分車（台湾語 ゴーフンチア）とは軽便鉄道のことで、過去にサトウキビを運搬していた車輌を改造して旅客用としている。五分車の軌間は762mmで国際標準軌の1435mmの約半分（五分仔 ゴーフンナ）であることから台湾人は五分仔車または五分車と呼ぶようになった。

### 路線
列車は糖廠構内の渓湖駅から製糖鉄道時代の路線（王功複線）を片道20分ほどかけて約3.5km走って旧濁水渓鉄橋を渡り濁水信号所まで行って10分ほど休憩し、機回しして折り返してくる。

### 使用車輌
346号蒸気機関車はベルギーのアングロ・フランコ・ベルジ社（fr:Anglo-Franco-Belge）製で1948年製造のC型(0-6-0)タンク機関車で、石炭焚きである。ディーゼル機関車は「日立牌」と呼ばれる日立製のC型機である。客車は貨車改造の2軸車で、屋根付きで窓ガラス無しのオープンタイプが主であるが、一部通常の窓やドアの付いた箱の2軸客車も存在する。ディーゼル機の一部とオープン客車は一台ごとに異なるカラフルな塗装がされている。

### 五分車時刻表
| 車次 | 時間  | 牽引機 |
| 01   | 10:00 | DL     |
| 02   | 11:00 | ☆SL    |
| 03   | 13:00 | DL     |
| 04   | 14:00 | ☆SL    |
| 05   | 15:00 | DL     |
| 06   | 16:00 | DL     |

日曜日の02次と04次が蒸気機関車牽引による運行で他はディーゼル機関車牽引である。
毎週土・日曜日と（台湾の）祝日に運行されているが、平日でも20人以上の団体で予約すれば運行される。運賃は100元で学生優待運賃は80元、幼稚園児70元、障碍者及び65歳以上の高齢者50元である。なお、糖廠内の見学は無料で、前には台湾糖業公司のアイスクリームなどの直売所がある。

## 過去の使用車両

### 347号
前述の346号の同型車で、1948年（昭和23年）ベルギーのアングロ・フランコ・ベルジ社製。1988年（昭和63年）から山形県西村山郡河北町の河北中央公園で、同県内初の私鉄だった谷地軌道で運行されていた、里芋を思わせる形状の煙突を持つ蒸気機関車を擬似的に再現した「いもこ列車」として公開運転を開始した。
- 公園内に敷設された軌間762mmで全長130mの軌道を往復走行する。車両の不具合とアスベスト使用により運転を中止していたが、補修が完了し2007年（平成19年）に公開運転を再開している。補修時に、後部に展望デッキが取りつけられて外観が変化した。2014年（平成26年）にはボイラーの老朽化のため、灯油ボイラーとディーゼル発電機を搭載した炭水車を思わせる形状の補助車両を後部に連結し、ここから蒸気を供給して機関車を駆動する形になっている（写真を参照）。

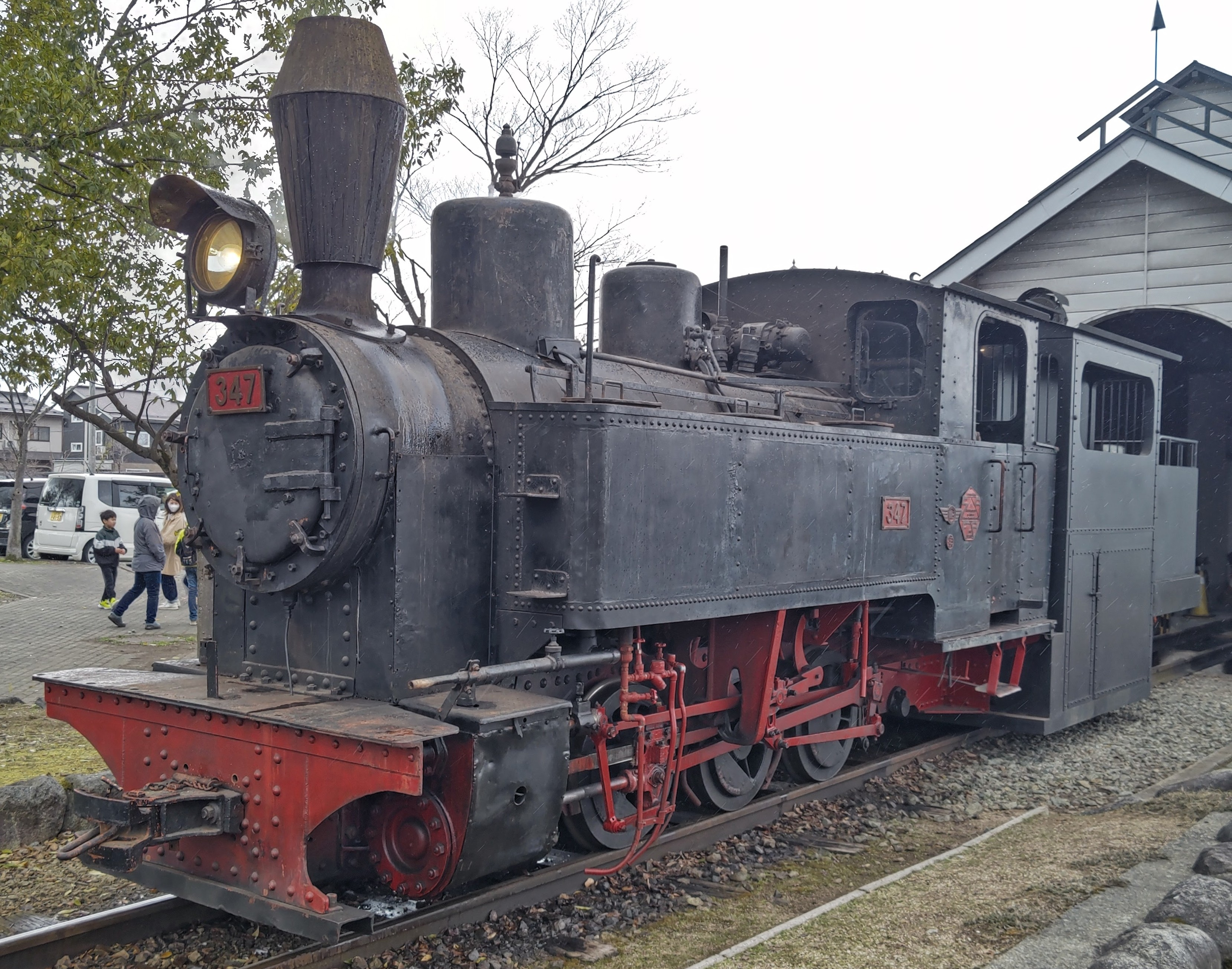
347号

### 362号
前述の346号・347号の同型車で、1948年（昭和23年）ベルギーのアングロ・フランコ・ベルジ社製。長野県南佐久郡南牧村にあった遊園地「野辺山SLランド」のオーナーが購入し、国内の安全基準の関係上既存のボイラーが使用不可だったため、1986年（昭和61年）の開園時に運転台の後部を拡張して別の灯油ボイラーとディーゼル発電機を搭載する形で動態復元され走行を始めた。軌間762mmで一周350mの周回線上を走行する。弁装置はステファンソン式で、2018年（平成30年）8月31日の閉園に伴い、同園での保存運転を終了した。その後2024年（令和6年）6月に、埼玉県鶴ヶ島市に新設された関水金属の新工場の一帯を、隣接する鶴ヶ丘児童公園と一体化させた地域の新たな拠点として「KATO Railway Park」がオープンし、イギリス風のスタイルに改装された「OLIVER（オリバー）」号として動態保存されている。なお野辺山時代に増設された灯油ボイラーとディーゼル発電機は撤去されて、既存のボイラーを小型の灯油ボイラーに換装している。

### 358号
大分県中津市の民宿「汽車ポッポ」で静態保存されている。
1948年（昭和23年）ベルギーのアングロ・フランコ・ベルジ社製で、前述の346号・347号・362号の同型車。

### 527号・532号
ドイツのコッペル社製で、527号は1922年（大正11年）製、532号は1928年（昭和3年）製である。
527号は西武園ゆうえんち内のレストランに移設展示された後、2011年（平成23年）6月に台湾の高雄市にある、財団法人陳中和慈善基金会が所有する博物館に移設された。
532号は1993年（平成5年）10月に31形客車4両（35 - 38号）と共に北海道網走支庁管内丸瀬布町（現：遠軽町）に譲渡され、丸瀬布森林公園いこいの森に静態保存されていた。その後2023年（令和5年）に関水金属が引き取り、修繕の後2024年（令和6年）5月に前述のKATO Railway Parkに移動、静態保存されている。

## アクセス
- 員林（所要約25分）、鹿港、彰化、台中から員林客運のバスで、渓湖下車。彰水路を南下、徒歩約15分。
- 自動車では、中山高速道路員林インターチェンジから約10分。